# Abrothrix pulcherrimus
Abrothrix pulcherrimus es una especie de roedor del género Abrothrix de la familia de los cricétidos. Habita en elevadas altitudes de las montañas y altiplanicies del centro-oeste de Sudamérica.

## Taxonomía
Descripción original
Este taxón fue descrito originalmente en el año 1897 por el mastozoólogo británico Michael Rogers Oldfield Thomas, incluyéndolo en el género Akodon, por lo tanto, denominándolo: Akodon pulcherrimus.
Historia taxonómica y relaciones filogenéticas
Abrothrix pulcherrimus pertenece al subgénero Chroeomys, del cual es su especie tipo, habiendo sido creado este, con categoría genérica, por Michael Thomas en el año 1916.
Abrothrix pulcherrimus fue considerado durante largo tiempo como una de las 9 subespecies en las que se dividía la especie Abrothrix jelskii (Thomas, 1894)
En el año 1894, Thomas describió Akodon jelskii y, como subespecie de esta, a Akodon jelskii pyrrhotis. En el año 1901, Thomas, describió como subespecies de Akodon pulcherrimus a A. p. caylloma, A. p. inambarii y A. p. cruceri. En el año 1902, Thomas describió Akodon bacchante.
En el año 1913, Thomas describió Akodon bacchante sodalis. En el año 1917, Thomas describió Chroeomys inornatus. En el año 1932, N. Gyldenstolpe incluyó a todos estos taxones en el género Microxus. En el año 1941, J. R. Ellerman hizo lo propio, transfiriéndolos al género Akodon. En ese año, Colin Campbell Sanborn realizó una revisión de las subespecies de Akodon jelskii, describiendo a Akodon jelskii ochrotis.
En el año 1982, el zoólogo y etólogo estadounidense (especializado en pequeños mamíferos) Oliver Paynie Pearson indicó que drásticas discontinuidades en la morfología de las distintas poblaciones de Akodon jelskii coincidieron con el curso del río Acarí (al sureste de Nazca, Perú, un drenaje atlántico) y con el río Tambo (formado por la confluencia de los ríos Ene y Perené, que drenan hacia el río Urubamba, un colector de la cuenca del Amazonas).
En el año 1992, J. L. Patton y M. F. Smith señalaron que las netas diferencias cromáticas entre las poblaciones del norte y del sur de Akodon jelskii podrían indicar que cada una constituiría una especie independiente. En dicho año, A. E. Spotorno la transfirió al género Abrothrix.
En el año 2017, al estudiarse gran parte de las poblaciones asignadas a A. jelskii (que incluyeron 8 de las 9 subespecies reconocidas) mediante un enfoque morfológico cuantitativo y cualitativo de análisis multivariados, se demostró que el conjunto estaba compuesto por 2 clados (concordando con evidencias moleculares previas), quedando el clado que incluye a la subespecie nominal (con localidad tipo en Junín, centro del Perú) restringida a varias localidades del centro de Perú, siendo las restantes poblaciones (distribuidas desde el sur del Perú hasta el noroeste de la Argentina) pertenecientes al clado austral, para el cual estaba disponible el nombre de la subespecie más antigua, por lo que, por prioridad, le correspondía portar el epíteto de la especie a Abrothrix pulcherrimus.
Subespecies
Taxones postulados como subespecies que estarían incluidos en Abrothrix pulcherrimus:
- Abrothrix pulcherrimus pulcherrimus (Thomas, 1897) (localidad tipo: Puno, departamento de Puno, sur del Perú, 4000 m s. n. m.)
- Abrothrix pulcherrimus bacchante (Thomas, 1902) (localidad tipo: Choro (El Choro), alto río Secure, noroeste del  departamento de Cochabamba, Bolivia, 3500 m s. n. m.)
- Abrothrix pulcherrimus cruceri (Thomas, 1901) (localidad tipo: Crucero, en el cruce entre Puno y el alto río Inambari, departamento de Puno, sudeste del Perú, 4550 m s. n. m.)
- Abrothrix pulcherrimus sodalis (Thomas, 1913) (localidad tipo: Cerro de la Lagunita, al este de Maimará, Jujuy, Argentina, 4500 m s. n. m.)
- Abrothrix pulcherrimus inambarii (Thomas,) (localidad tipo: Limbane (Limbani), río Inambari, cuenca superior del río Madre de Dios, departamento de Puno, sudeste del Perú, 3400 m s. n. m.)
- Abrothrix pulcherrimus cayllomae (Thomas, 1901) (localidad tipo: Caylloma, en el departamento de Arequipa, sudeste del Perú, 4300 m s. n. m.)
- Abrothrix pulcherrimus ochrotis (Sanborn, 1947) (localidad tipo: Huacullani, en el departamento de Puno, Perú).
- Abrothrix pulcherrimus inornatus (Thomas, 1917) (localidad tipo: Ollantaytambo, departamento del Cuzco, Perú, 4000 m s. n. m.)

Taxones postulados como subespecies que estarían incluidos en Abrothrix jelskii:
- Abrothrix jelskii jelskii (Thomas, 1894) (localidad tipo: Junín, centro del Perú).
- Abrothrix jelskii pyrrhotis (Thomas, 1894) (localidad tipo: Maraynioc, Junín, centro del Perú).

## Características
Abrothrix pulcherrimus tiene las orejas con una coloración que varía clinalmente en función de la latitud, desde negras hasta anaranjadas, de igual forma ocurre con la coloración de las patas, la que puede ser desde anaranjada a blanquecina con pelos dispersos anaranjados, y con el área alrededor de los ojos y del hocico, que puede variar en la intensidad del anaranjado.
De Abrothrix jelskii, Abrothrix pulcherrimus puede distinguirse por presentar una coloración dorsal que va del marrón oscuro al oliváceo, siendo la del vientre, gris a blanquecina, mientras que A. jelskii posee una coloración dorsal gris-olivácea y ventralmente es gris; esta última presenta, además, pelaje de color anaranjado en el hocico, orejas, zona en derredor de los ojos, patas y cola.

## Distribución geográfica y hábitat
Este roedor es endémico de Sudamérica, desde el sur del Perú, pasando por el extremo norte del altiplano chileno y el oeste de Bolivia hasta el noroeste de la Argentina, en las provincias de Jujuy y Salta.
Habita en ambientes áridos a elevada altitud en la Puna y la Cordillera de los Andes.

## Conservación
Las especies que, como esta, no poseen mayores amenazas y viven en extensas áreas de distribución geográfica, en lo que respecta a su estado de conservación, les corresponde la categoría de “especie bajo preocupación menor”, sin embargo, su categorización aún no fue definida.